# El Serralet (Santa Margarida de Montbui)
El Serralet és una muntanya de 579 metres que es troba al municipi de Santa Margarida de Montbui, a la comarca de l'Anoia.